# Катё-э

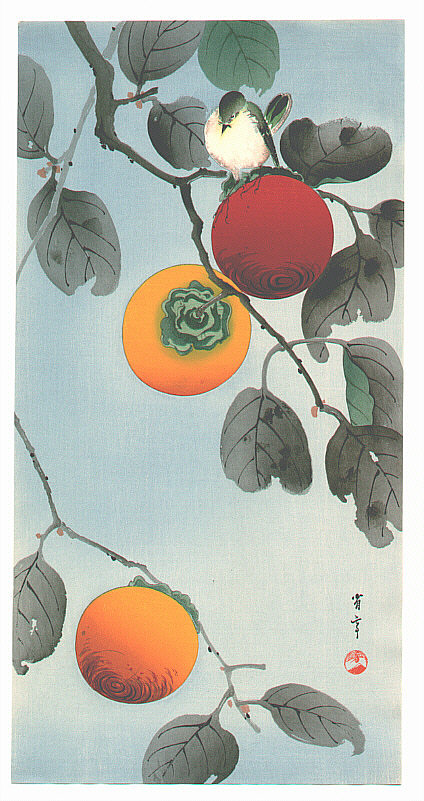
Ватанабэ Сётэй, «Птица на хурмовом дереве»

Катё-э (яп. 花鳥絵 Катё:-э, или катё-га 花鳥画 катё:-га — «картины о цветах и птицах») — жанровая разновидность японской гравюры на дереве укиё-э, ведущая своё происхождение из традиционного жанра китайской живописи, посвящённого тому же предмету. Существовали мастера, специализирующиеся исключительно на этом жанре, хотя крупные мастера укиё-э, например, Хиросигэ, также иногда его использовали.

## Художники
- Шэнь Цюань
- Охара Косон
- Ракудзан
- Байрэй Коно
- Дзякутю Ито